# Остров Саввы Лошкина
О́стров Са́ввы Ло́шкина — остров архипелага Норденшёльда. Административно относится к Таймырскому району Красноярского края России.

## География
Расположен в Карском море в западной части архипелага. Входит в состав островов Цивольки, лежит в их центральной части. Со всех сторон окружён другими островами группы: к западу и северо-западу лежат острова Шульца и Васильева, к северу — остров Маметкул, к востоку — остров Красин, к югу — остров Ледокол. От острова Красин отделён проливом Мелким. Кроме того, в километре с небольшим к югу от него находится риф Торос, а у юго-западного побережья — два надводных камня. Расстояние до континентальной России составляет около 50 километров.

## Описание
Остров имеет вытянутую с юго-запада на северо-восток неровную форму длиной 5,6 километра и шириной от 1 до 2,5 километра. Северо-восточная оконечность острова носит название мыс Защитный, а западная — мыс Тупой. Бо́льшую его часть занимает скала высотой до 38 метров в восточной части, полого спускающаяся к юго-западному побережью и более крутая к северо-востоку. Склоны скалы и прибрежные участки острова покрыты каменистыми россыпями. Ручьёв и озёр на острове нет, в центральной части — небольшой заболоченный участок.
Берега пологие. Редкая растительность на востоке острова представлена мохово-лишайниковыми сообществами и короткой жёсткой травой. На вершине скалы установлен геодезический пункт.

## История
Остров был назван Русской Полярной экспедицией Эдуарда Толля 1899—1903 годов в честь Саввы Лошкина — помора и кормщика, жившего в XVIII веке. Считается, что он был первым мореплавателем, прошедшим вдоль всего восточного берега Новой Земли и обогнувшим его, потратив на это около трёх лет (в честь Саввы Лошкина также названы бухта Саввина и река Саввина (обе — Карское море, Новая Земля)).